# Stazione di Tradate
Stazione di Tradate vasútállomás Olaszországban, Lombardia régióban, Tradate településen.

## Vasútvonalak
Az állomást az alábbi vasútvonalak érintik:
- Saronno-Laveno-vasútvonal

## Kapcsolódó állomások
A vasútállomáshoz az alábbi állomások vannak a legközelebb:
- Stazione di Venegono Inferiore
- Stazione di Tradate-Abbiate Guazzone